# امیگزویل (پنسیلوانیا)
امیگزویل (به انگلیسی: Emigsville) یک منطقهٔ مسکونی در ایالات متحده آمریکا است که در شهرستان یورک، پنسیلوانیا واقع شده‌است. امیگزویل ۳٫۱ کیلومتر مربع مساحت و ۲٬۶۷۲ نفر جمعیت دارد.